# Sonet 2 (William Szekspir)

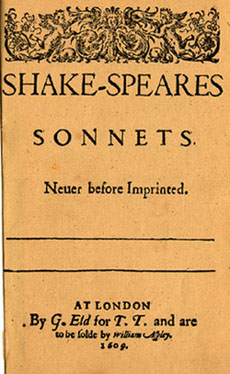
Strona tytułowa pierwszego wydania sonetów Shakespeare’a

Sonet 2 (Gdy zim czterdzieści obejmie twe czoło) – jeden z cyklu sonetów autorstwa Williama Shakespeare’a.

## Treść
Podobnie jak Sonet 1, odnosi się do młodego mężczyzny, którego namawia do posiadania potomstwa. Bez tego, jego piękno zamieni się w nędzny łachman.
Tylko syn może pozwolić, aby wspomniana uroda przetrwała: W nim się twa młodość odrodzi.